# Morgan Hamm
Morgan Carl Hamm, född 24 september 1982 i Washburn i Wisconsin, är en amerikansk gymnast.
Han tog OS-silver i lagmångkampen i samband med de olympiska gymnastiktävlingarna 2004 i Aten.